# 刘静海
刘静海（1916年—2004年），又名萧镜海，男，山西寿阳人，中华人民共和国军事人物，中国人民解放军少将，曾任兰州军区副司令员。